# Egernia hosmeri
Egernia hosmeri är en ödleart som beskrevs av  J. Roy Kinghorn 1955. Egernia hosmeri ingår i släktet Egernia och familjen skinkar. Inga underarter finns listade i Catalogue of Life.